# Marnitz
Marnitz – część gminy (Ortsteil) Ruhner Berge w Niemczech, w kraju związkowym Meklemburgia-Pomorze Przednie, w powiecie Ludwigslust-Parchim, w Związku Gmin Eldenburg Lübz. Do 31 grudnia 2018 samodzielna gmina.